# Božo Janković
Božo « Boško » Janković (serbe :  Божо Бошко Јанковић) (né le 22 mai 1951 à Sarajevo en RFS Yougoslavie et mort le 1er octobre 1993 à Kotor) est un joueur et entraîneur de football serbo-bosniaque, international yougoslave.

## Biographie
Parfois surnommé Boško, Janković grandit à Sarajevo, ville dans laquelle il commence à jouer pour les jeunes du FK Željezničar. Il signe un contrat professionnel à l'âge de 17 ans après être passé à tous les niveaux du club, faisant ses débuts en D1 yougoslave lors de la saison 1968/69. Il est le meilleur buteur du championnat de Yougoslavie lors de la saison 1970/71 ex æquo avec Petar Nadoveza le joueur de l'Hajduk. 
Il se fait remarquer durant cette saison lorsqu'il inscrit un quadruplé lors d'un match à l'extérieur au Marakana contre l'Étoile rouge de Belgrade (4-1 pour Željezničar). 
Janković est également international avec l'équipe de Yougoslavie.
Il passe onze saisons avec le FK Željezničar (256 matchs de championnat, pour 96 buts) avant de rejoindre le club anglais du Middlesbrough FC en février 1979. Il joue 42 matchs et deux saisons et demie au club, et inscrit 16 buts (meilleur buteur du club lors de la saison 1980-81 avec 12 buts). À la fin de la saison, il surprend tout le monde en mettant fin à sa carrière et en commençant une nouvelle en tant qu'avocat. 
On lui propose alors un nouveau contrat en France au FC Metz. C'est donc finalement dans le club lorrain qu'il arrête sa carrière.
Il retourne ensuite à Sarajevo et commence à suivre des études de droit. Il fait également partie de la direction du FK Željezničar. Il quitte la ville après le début de la guerre de Bosnie-Herzégovine. Il meurt à 42 ans à Kotor en novembre 1993.

## Palmarès
- Željezničar Sarajevo
  - 1 fois vainqueur du championnat de Yougoslavie : 1970-71